# André Condouant
André Condouant (* 6. September 1935 in Pointe-à-Pitre, Guadeloupe; † 8. Oktober 2014 ebendort) war ein französischer Jazzgitarrist.

## Leben und Wirken
Condouant arbeitete zunächst auf den französischen Antillen, mit 14 Jahren spielte er Kontrabass im Brunel Averne Orchestra und im Orchestre El Calderon Jazz. 1956 ging er mit dem Orchester von Robert Mavounzy auf Tournee; 1957 zog er nach Paris und spielte im Orchester von Al Lirvat. Unter dem Eindruck des Spiels amerikanischer Jazzmusiker in Paris wechselte er zur Gitarre und wurde Mitglied im Tanzorchester von Benny Bennett.
Anfang der 1960er Jahre tourte er mit Lou Bennett und Billy Brooks. Um 1962 lebte er in Stockholm, wo er Idrees Sulieman und Leo Wright kennenlernte. Auf dem zehnten Deutschen Jazzfestival 1962 trat er mit einer All-Stars-Band um Leo Wright, Carmell Jones, Fritz Pauer, Jimmy Woode und Joe Nay auf. Mit Leo Wrights Quintett ging er 1964 auf Tournee durch die Tschechoslowakei und die DDR. Er lebte dann mehrere Jahre in West-Berlin, wo er u. a. mit Carmell Jones, Dexter Gordon, Jaki Byard, Pony Poindexter, Art Farmer, Don Byas, Joe Harris, Booker Ervin, Charlie Rouse und Thelonious Monk konzertierte.
Nach seiner Rückkehr nach Frankreich spielte er im Quartett von Johnny Griffin, erneut mit Lou Bennett und Joe Nay, sowie mit Phil Upchurch, Åke Persson und Nathan Davis. 1970 entstand in Paris mit Brother Meeting ein erstes Album unter eigenem Namen mit Eddy Louiss, Percy Heath und Connie Kay. In den 1970er Jahren lebte er vorübergehend wieder auf Guadeloupe, bevor er 1978 erneut nach Paris zog. Er trat im Olympia mit Rhoda Scott auf und nahm sein zweites Album Happy Funk auf. Von 1979 bis 1984 hatte er ein eigenes Quartett, in dem Alain Jean-Marie und Alby Cullaz spielten. 1985 konzertierte er auf dem Festival International de Guitare de Martinique, 1986 auf den Antillen mit Ray Barretto und Didier Lockwood. 1987 gastierte er auf dem ersten Festival International de Jazz de Martinique, in Paris mit Jacky Terrasson, Hein van de Geyn und André Ceccarelli. In den 1990er Jahren ließ er sich endgültig in Guadeloupe nieder und trat dort in den folgenden Jahren u. a. mit Al Lirvat, Freddie Hubbard und Stanley Turrentine auf. 1998 entstand mit Alain Jean-Marie das Duoalbum Clean & Class.

## Diskographische Hinweise
Aufnahmen unter eigenem Namen:
- Brother Meeting (Debs, 1971) mit Eddy Louiss, Percy Heath, Connie Kay
- Happy Funk (Debs, 1979) mit Richard Raux, Michel Graillier, Sylvain Marc, Tony Rabeson, Jean-Pierre Coco
- André Condouant Quartet (Debs, 1981) mit Alain Jean-Marie, Patrice Caratini, Oliver Johnson
- Banana Zouk (Debs, 1986) mit Patrick Artero, Lionel Jouot, Allen Hoist, Yves Honore, José Vulbeau, Frédéric Caracas, Tony Lodin, Tanya St. Val ...
- Thanks for All (Debs, 1988) mit Frédéric Caracas, Bibi Louison, José Vulbeau
- André Condouant & Alain Jean-Marie Clean & Class (Karac, 1997)
- Gospel Swing (Karac, 2002) mit Jocelyn Ménard
- Coolin’ & Relaxin’ (Debs, 2005) mit Pipo Gertrude, Dominique Bérose, Jean-Pierre Girondin, Tony Lodin
- The Mad Man (Debs, 2009) mit Paul Lay, Alex Duque, Tony Lodin, Jean-Luc Gilles